# At-Tarariza
At-Tarariza (arab. الترارزة, fr. Trarza) – jeden z 12 regionów Mauretańskiej Republiki Islamskiej, położony w południowo-zachodniej części kraju.